# Sau
Sau var en musikgrupp från Katalonien i Spanien. Den verkade åren 1987–99 och var en av de främsta representanterna för rock català ("katalansk rock"). Gruppen leddes av Carles Sabater (sång) och Pep Sala (gitarr och låtskrivare).
Pep Sala var gruppens låtskrivare. Texterna skrevs i samarbete med Carles Sabater och till en början även ihop med gruppens manager, Joan Capdevila. Gruppen upplöstes efter Sabaters död 1999, varefter Sala gjort solokarriär.

## Karriär

### Tidiga år: 1987–1989
När gruppen bildades 1987 valde de gruppnamnet Sau efter orten Vilafranca de Sau, där de brukade samlas och spela ihop sig.

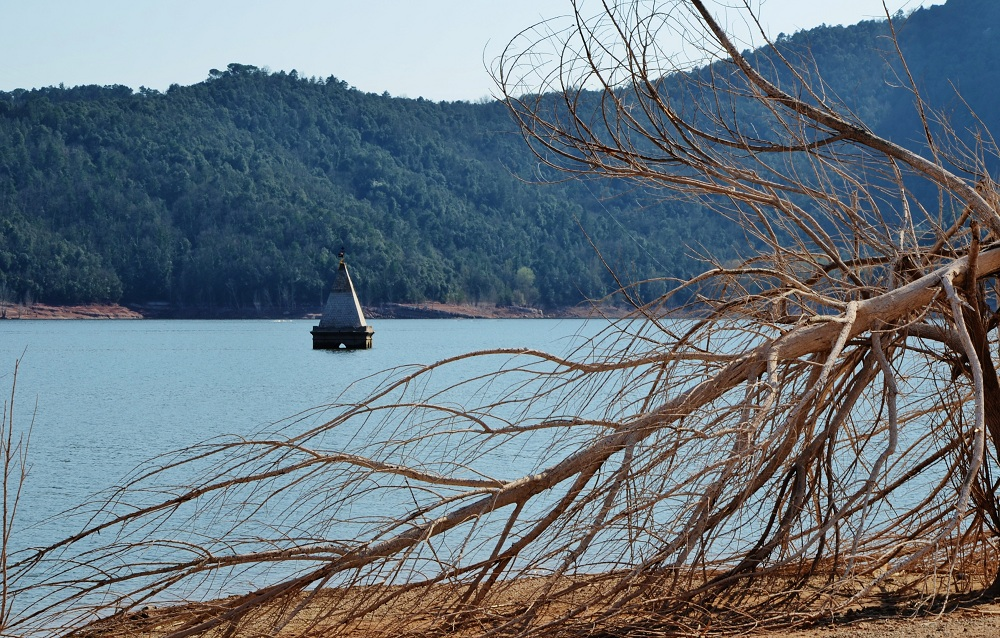
Kyrkan Sant Romà de Sau i den numera överdammade orten Vilanova de Sau, där gruppen inledde sin verksamhet.

Året efter producerades bandets första album, No puc deixar de fumar ('Jag kan inte sluta röka') – en blandning av pop och rock, starkt präglad av keyboard-toner. En turné följde, och 1989 kom sedan gruppens andra skiva Per la porta de servei ('Genom köksingången').

### Kommersiella framgångar: 1990–1992
Med 1990 års Quina nit ('En sån natt') nådde gruppen stora framgångar, inte minst hjälpt av balladen "Boig per tu" ('Galen i dig'). Den låten kom framöver fungera som något av Saus "signaturmelodi", och "Boig per tu" har även sjungits in av artister som Luz Casal (från Galicien) och Shakira (från Colombia).
Efter Quina nit genomförde gruppen över 100 konsertspelningar, varefter man 1991 producerade El més gran dels pecadors ('Den störste av syndare'). Det här dubbelalbumet sålde på kort tid över 50 000 exemplar och nådde spansk guldskivenivå.

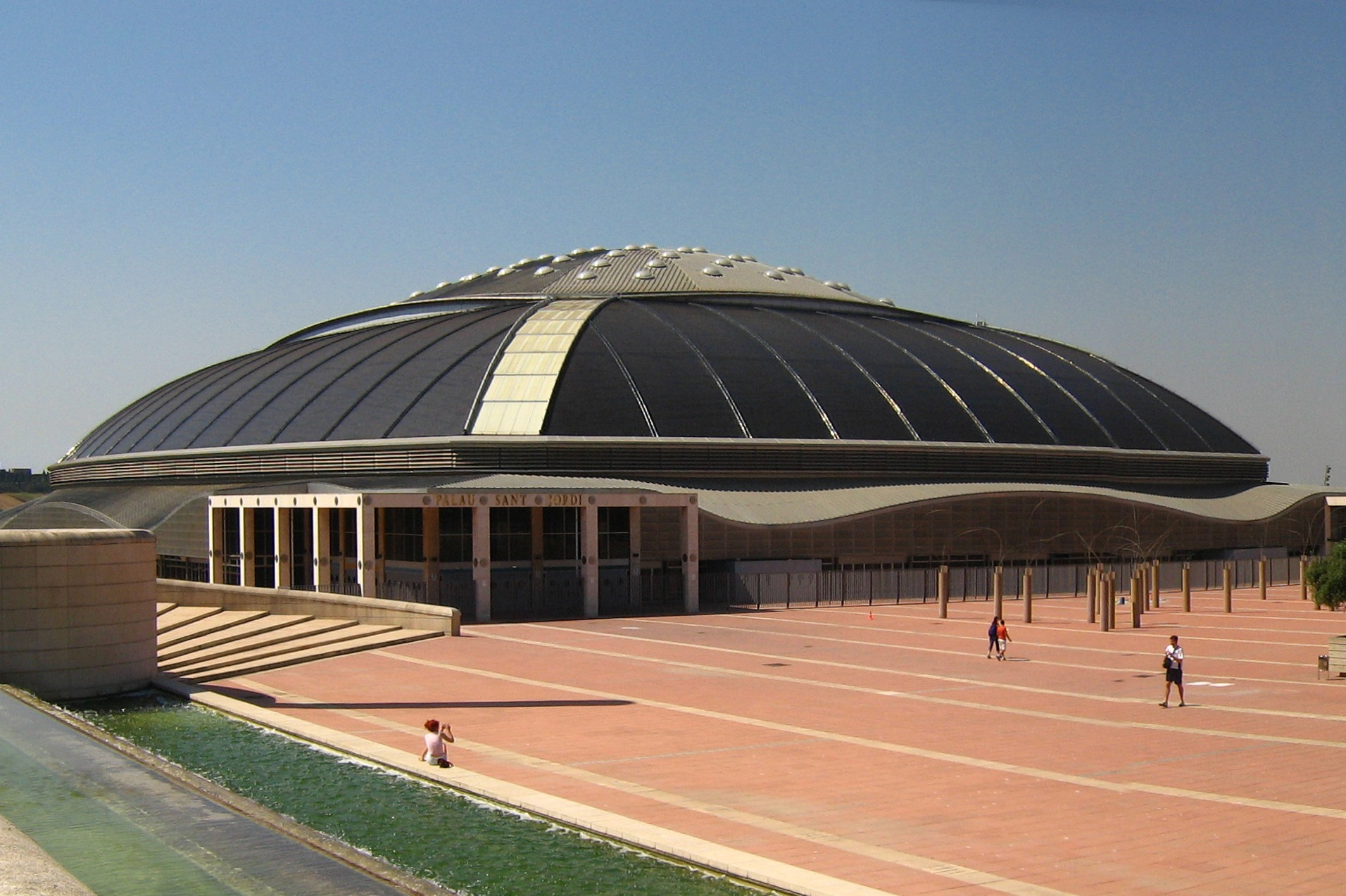
Palau Sant Jordi, plats för jättekonserten 14 juni 1991.

Under 1991 deltog man även (14 juni) i multikonserten La gran nit del Sant Jordi ("Sankt Görans stora natt"). Palau Sant Jordi fylldes av 22 000 åskådare, som kommit för att lyssna på Sau i lag med de tre andra katalanska rockgrupperna Els Pets, Sopa de Cabra och Sangtraït. Publiksiffran var den dittills största på en europeisk inomhuskonsert.
1992 var ytterligare ett framgångsrikt år, med en stor arenakonsert på La Monumental (en numera "pensionerad" tjurfäktningsarena i Barcelona). Konserten resulterade även i ett live-dubbelalbum med titeln Concert de mitjanit ('Midnattskonsert'). Vid konserten framträdde även Phil Manzanera, Robbie Robertson, Rebeldes och Luz Casal.

### Mitten av 1990-talet
1993 blev ett mellanår, där gruppen tog en paus. Carles Sabater ägnade sig åt skådespelande, medan Pep Sala gav ut sin första soloskiva under titeln Pep Sala & la Banda del Bar.
Sau återkom 1994 via albumet Junts de nou per primer cop ('Tillsammans på nytt för första gången'). Året efter genomförde gruppen en konsertturné där de besökte teaterlokaler och koncentrerade sig på akustisk musik. Dessutom publicerades ett album med tidigare outgivna låtar, betitlat Cançons perdudes, rareses, remescles ('Förlorade, unika, ommixade låtar').
1996 kom studioalbumet Set ('Sju'), och den efterföljande turnén som sträckte sig över hela Katalonien hade namnet "Set de gira" ('Turnésjua'). Turnén avslutades i december med en "avskedskonsert" i Barcelonas Palau d'Esports. Under året publcerades även ett akustiskt album (Bàsic) med inspelningar från föregående års teaterturné. Efter det händelserika 1996 följde ännu ett sabbatsår (som 1993). Sala producerade ytterligare en soloskiva, och Sabater ägnade sig ånyo åt sitt skådespeleri.

### Sista skivan och Sabaters död: 1998–1999
1998 kom studioalbumet Amb la lluna a l'escena ('Med månen på scenen'). Den omgavs av en ett år lång konsertturné runt i Katalonien. Efter den långa turnén bestämde sig gruppen i början av 1999 att genomföra en (liten) specialturné för att fira sina 12 år tillsammans, en turné som gavs titeln "XII". Turnén inleddes i Vilafranca del Penedès den 12 februari 1999 och avslutades där och då. Bakom scenen, efter konsertens slut, föll sångaren Carles Sabater ihop och avled. Sabaters plötsliga död innebar gruppens upplösning.
| Carles Sabater (vänster) och Pep Sala (höger) intervjuas i samband med en konsert 1991. |  | Carles Sabater (vänster) och Pep Sala (höger) intervjuas i samband med en konsert 1991. |
| Carles Sabater (vänster) och Pep Sala (höger) intervjuas i samband med en konsert 1991. |  |                                                                                         |

### Medlemmar
Gruppen leddes från starten av duon Sabater–Sala. Sabaters ledarroll som frontman under konserter formerades i början av 1990-talet. Han stod för det mesta av gruppens artisteri, medan Sala höll i huvuddelen av den musikaliska ledningen och låtskrivande (jämför Freddie Mercury och Brian May i Queen). Fram till 1994 års Junts de nou per primer cop var också Joan Capdevila aktiv med att skriva låttexter. Därefter koncentrerade han sig mer på sin roll som gruppens manager.
Övriga musiker varierade under årens lopp. Mer eller mindre fasta roller hade dock keyboardisten Ramon Altimir, trummisen Quim "Benítez" Vilaplana och basisten Josep Sánchez.

## Stil och betydelse
| Ovan och nedan: Bilder från en konsert i katalanska Cardedeu 1991. Den karismatiske frontmannen Carles Sabater var en av bandets stora tillgångar. |  | Ovan och nedan: Bilder från en konsert i katalanska Cardedeu 1991. Den karismatiske frontmannen Carles Sabater var en av bandets stora tillgångar. |
| Ovan och nedan: Bilder från en konsert i katalanska Cardedeu 1991. Den karismatiske frontmannen Carles Sabater var en av bandets stora tillgångar. |  | |

|  |  |  |
|  |  |  |

Sau var, tillsammans med Els Pets, Sangtraït och Sopa de Cabra, en av de viktigaste representanterna för rock català, den musikrörelse med katalanskspråkig pop- och rockmusik som växte sig stor från mitten av 1980- och början av 1990-talet. Gruppens musik på de första skivorna pendlade mellan reggae och poprock, med en produktion präglad av keyboard och gitarrspel med reverbeffekter.
1991 års album (El més gran dels pecadors), utgiven hos storbolaget EMI, spred gruppens allt mer rockbetonade låtar långt utanför Kataloniens gränser. Under den här perioden samarbetade de flitigt med artister som Phil Manzanera, Robbie Robertson och Dani Nel·lo. Musiken var influerad av The Police, U2 och Bob Dylan. Saus musik har i sin tur influerat senare katalanska grupper som Gossos, Ja T'ho Diré och Whiskin's. 
Vissa teman var återkommande genom alla Saus album. Många låtar refererade till depression, död, sex, obesvarad kärlek eller missbruk av alkohol och tobak. Samhällsfrågor togs upp i sånger som "No he nascut per militar" (vapenvägran) eller "Això es pot salvar" ('Den går också att rädda'; miljö).
Ett stort antal av Saus ballader blev kommersiella framgångar. Där ingick "Només ho faig per tu" ('Jag gör det bara för din skull'), "Envia'm un àngel" ('Ge mig en ängel'), "Perestroika" och "Boig per tu". Den sistnämnda har senare blivit uppmärksammad även i insjungningar av Luz Casal, Shakira och ytterligare minst 23 musiker eller grupper.
Sau var den första gruppen kopplad till rock català som nådde stora kommersiella framgångar. Detta ledde 1991 till ett skivkontrakt med det stora bolaget EMI. När EMI 1994, efter två studioalbum och en uppmärksammad konsertinspelning (dubbelalbumet Concert de mitjanit), valde att inte förlänga kontraktet, berodde det på att gruppen inte ville sjunga på spanska. Sau var som grupp trogen sin rörelse. Efter Carles Sabaters dödsbud gjorde Kataloniens regionpresident Jordi Pujol en officiell deklaration med innebörden att Sabater stått för ett "mycket positivt bidrag till den katalanska känslan och sinnet genom sin poprock  sjungen på katalanska".

## Diskografi
- No puc deixar de fumar, 1988
- Per la porta de servei, 1989
- Quina nit, 1990
- El més gran dels pecadors, 1991
- Concert de mitjanit, 1992 (live)
- Els singles, 1993 (samling)
- Junts de nou per primer cop, 1994
- Cançons perdudes, rareses, remescles, 1995 (samling)
- Set, 1996
- Bàsic, 1997 (akustisk, live)
- Amb la lluna a l'esquena, 1998
- Un grapat de cançons per si mai et fan falta ('En handfull sånger, om du någonsin behövt), 2003 (samling)[b]

## Utmärkelser
Sau fick 1991 motta "Premi Nacional de Mùsica" från regionregeringen, för sitt album Quina nit. Efterföljande album, El més gran dels pecadors, nådde guldskiva med mer än 50 000 sålda exemplar.